# Jenő Landler
Jenő Ländler (1875 – 1928) fue un líder comunista húngaro de ascendencia judía. 

## Semblanza

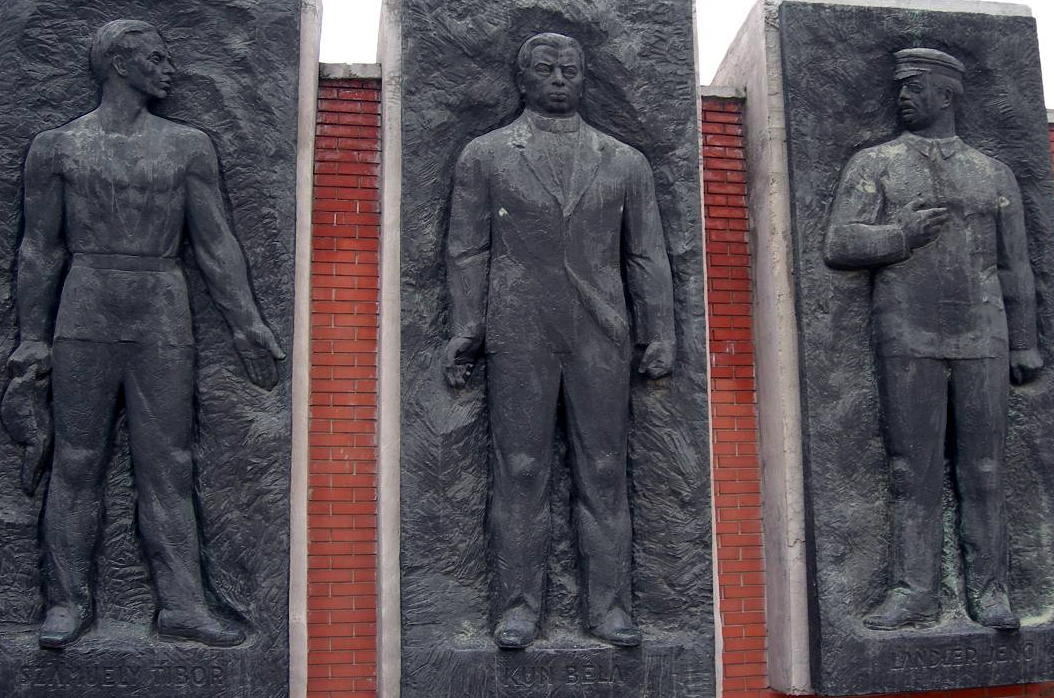
Tibor Szamuely, Béla Kun, Jenő Landler. Monumento en Budapest.

Estudió derecho y se afilió al Partido Social Demócrata al implicarse progresivamente en el movimiento sindical del sector metalúrgico. Su línea política fue derivando a la izquierda hasta unirse al comunismo. Después de la revolución húngara de 1919 se convirtió en comisario del pueblo de asuntos interiores en el nuevo gobierno comunista. Fue también comandante del Ejército Rojo Húngaro, que combatió contra las tropas extranjeras intervencionistas. 
Después de la caída del régimen comunista en Hungría, emigró a Austria, donde continuó ejerciendo como líder del exiliado gobierno comunista húngaro.
Murió en 1928 en el exilio, en Cannes. Sus cenizas fueron devueltas a Moscú y enterradas en la Necrópolis de la Muralla del Kremlin.
- Datos: Q897156
- Multimedia: Jenő Landler / Q897156